# Białebłoto-Kobyla
Białebłoto-Kobyla – wieś w Polsce położona w województwie mazowieckim, w powiecie wyszkowskim, w gminie Brańszczyk. Ma status sołectwa. Leży na terenie Puszczy Białej.

## Historia
Nazwa wsi oznacza białe bagno i wywodzi się od kwitnącej na bagnach wełnianki.
W XVIII wieku na zaproszenie biskupów płockich, którzy chcieli zagospodarować wyludnione dobra i zniszczone wsie w swoich dobrach w Puszczy Białej, przybyli tu osadnicy (Kurpie) z Puszczy Zielonej. Wieś zasadzono Kurpiami w 1747. Zamieszkali na majdanie, gdzie kiedyś popioły palono, w miejscu istniejącej już wcześniej, a zniszczonej w czasie wojny północnej potażarni. W lustracji dóbr biskupich w 1773 zanotowano, że w Białymbłocie istniały 24 siedliska (domy) zasadzone Kurpiami. 
W XIX wieku ze wsi Białebłoto wyodrębniły się części, które dały początek osobnym wsiom: Białebłoto-Stara Wieś, Białebłoto-Kobyla, Białebłoto-Kurza i Nowa Wieś. W 1827 wieś Białebłoto liczyła 57 domostw, zamieszkiwało ją 379 osób. Około 1880 we wsi Białe błota istniało 66 domów.
W okresie międzywojennym wieś Białe Błota (jeszcze bez podziału na części) leżała w województwie białostockim, w powiecie ostrowskim, w gminie Brańszczyk. Według Powszechnego Spisu Ludności z 1921 roku wieś zamieszkiwało 907 osób, 887 było wyznania rzymskokatolickiego, a 20 mojżeszowego. Wszyscy zadeklarowali polską narodowość. Było tu 147 budynków mieszkalnych. Miejscowość podlegała pod sąd grodzki w Ostrowi Mazowieckiej i okręgowy w Łomży, najbliższy urząd pocztowy mieścił się w Brańszczyku. W 1929 we wsi był jeden kowal i dwóch murarzy.
W wyniku agresji III Rzeszy na Polskę we wrześniu 1939 wieś znalazła się pod okupacją niemiecką i do wyzwolenia weszła w skład dystryktu warszawskiego Generalnego Gubernatorstwa.
W latach 1954–1972 wieś należała i była siedzibą władz gromady Białebłoto-Kobyla. W latach 1975–1998 miejscowość administracyjnie należała do województwa ostrołęckiego. Około 1987 we wsi mieszkało 418 osób.
W latach 1992–1994 zbudowano we wsi murowany kościół – filię parafii rzymskokatolickiej w Porębie. W 2005 przy świątyni erygowano parafię pw. Najświętszej Maryi Panny Wspomożycielki Wiernych. 
Na dzień 31 grudnia 2013 roku sołectwo liczyło 403 mieszkańców zameldowanych na pobyt stały, a 31 grudnia 2019 roku – 410 mieszkańców. 
We wsi znajduje się zespół zabytkowych drewnianych budynków kurpiowskich. Od 1984 przy kole gospodyń wiejskich działał zespół „Kobylanki” kultywujący tradycje Kurpiów Białych. Istnieje mogiła 18 ofiar zamordowanych przez okupanta niemieckiego w grudniu 1943. 

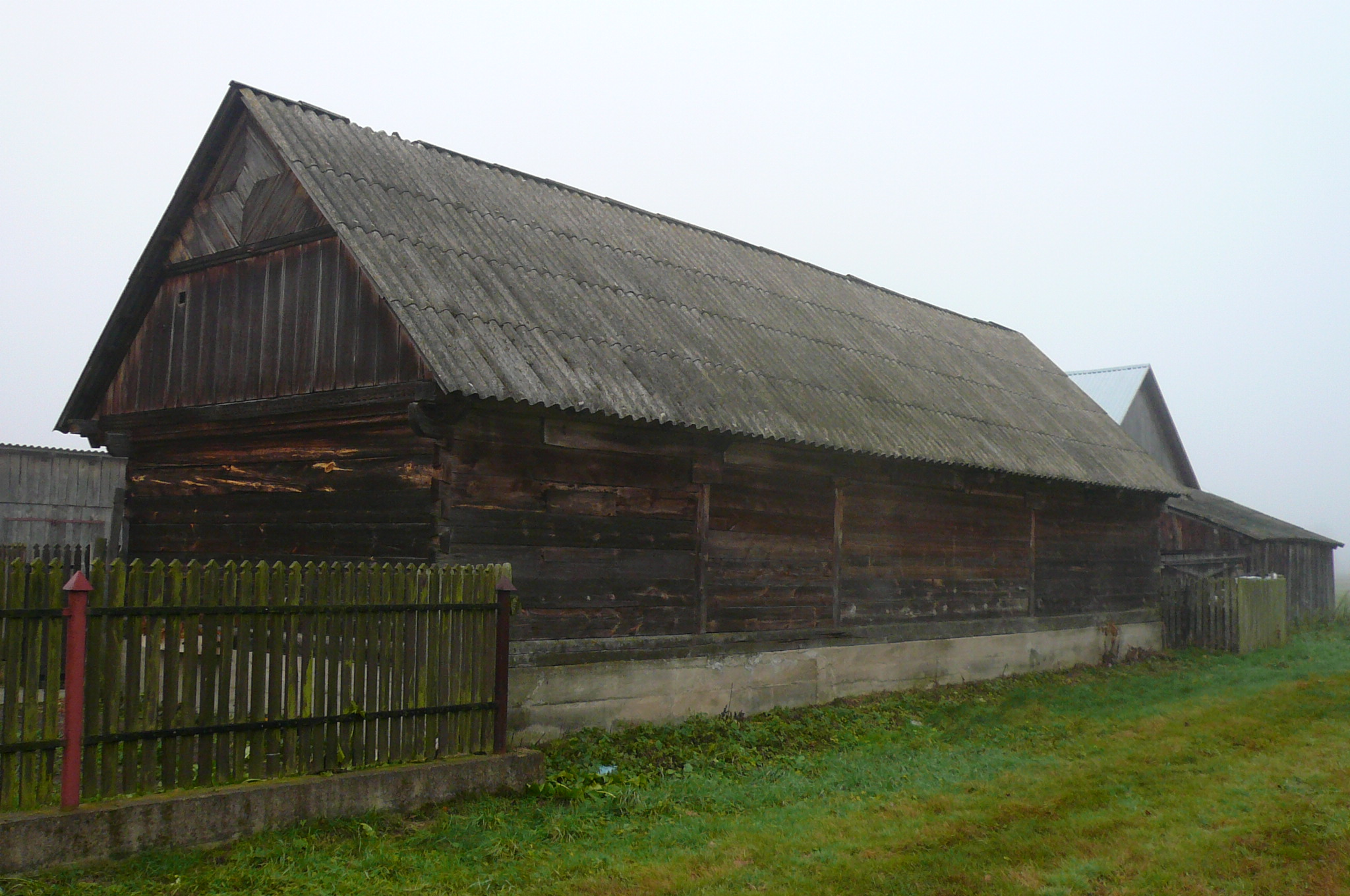
Obora
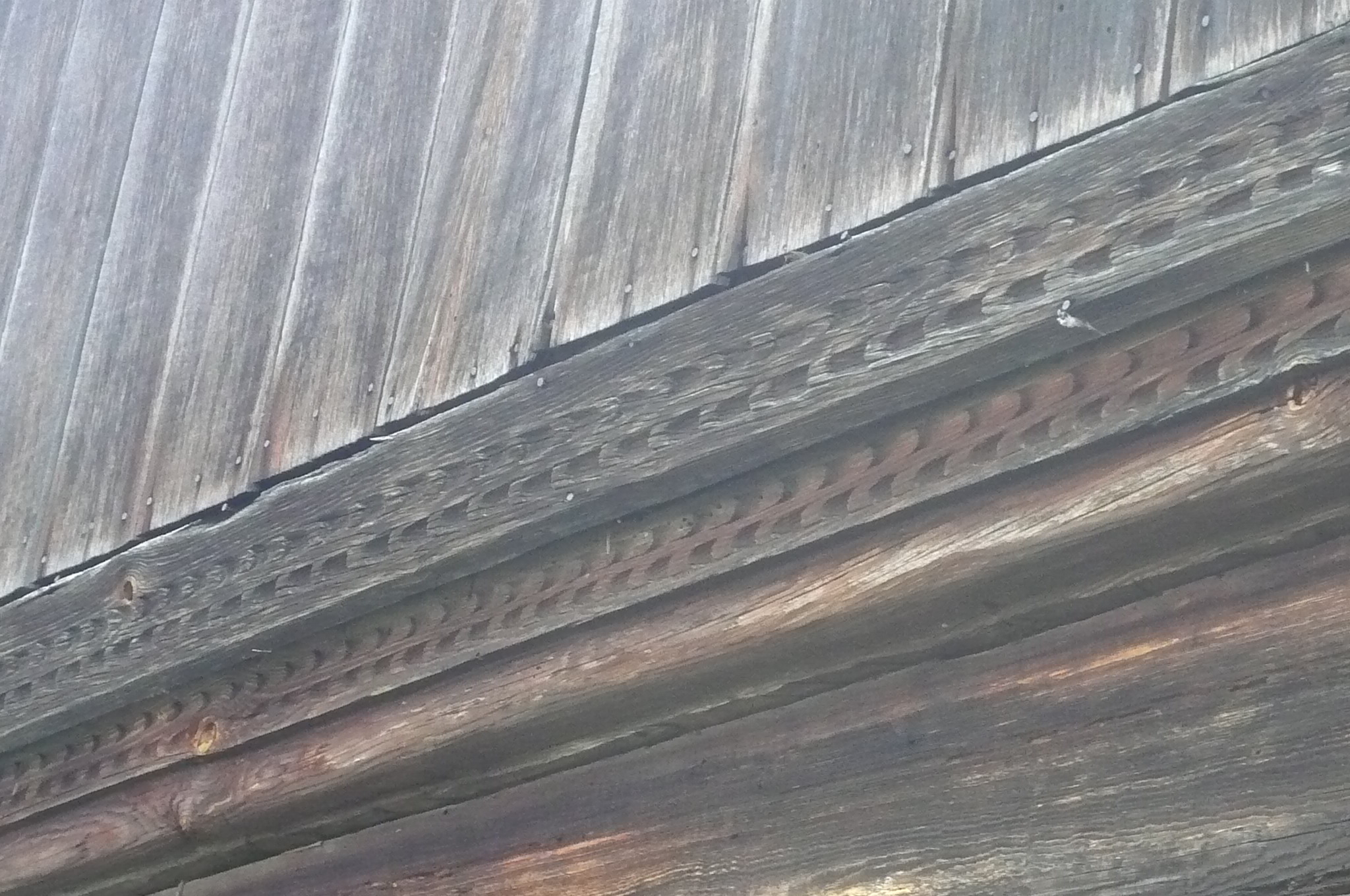
Dekoracja snycerska obory
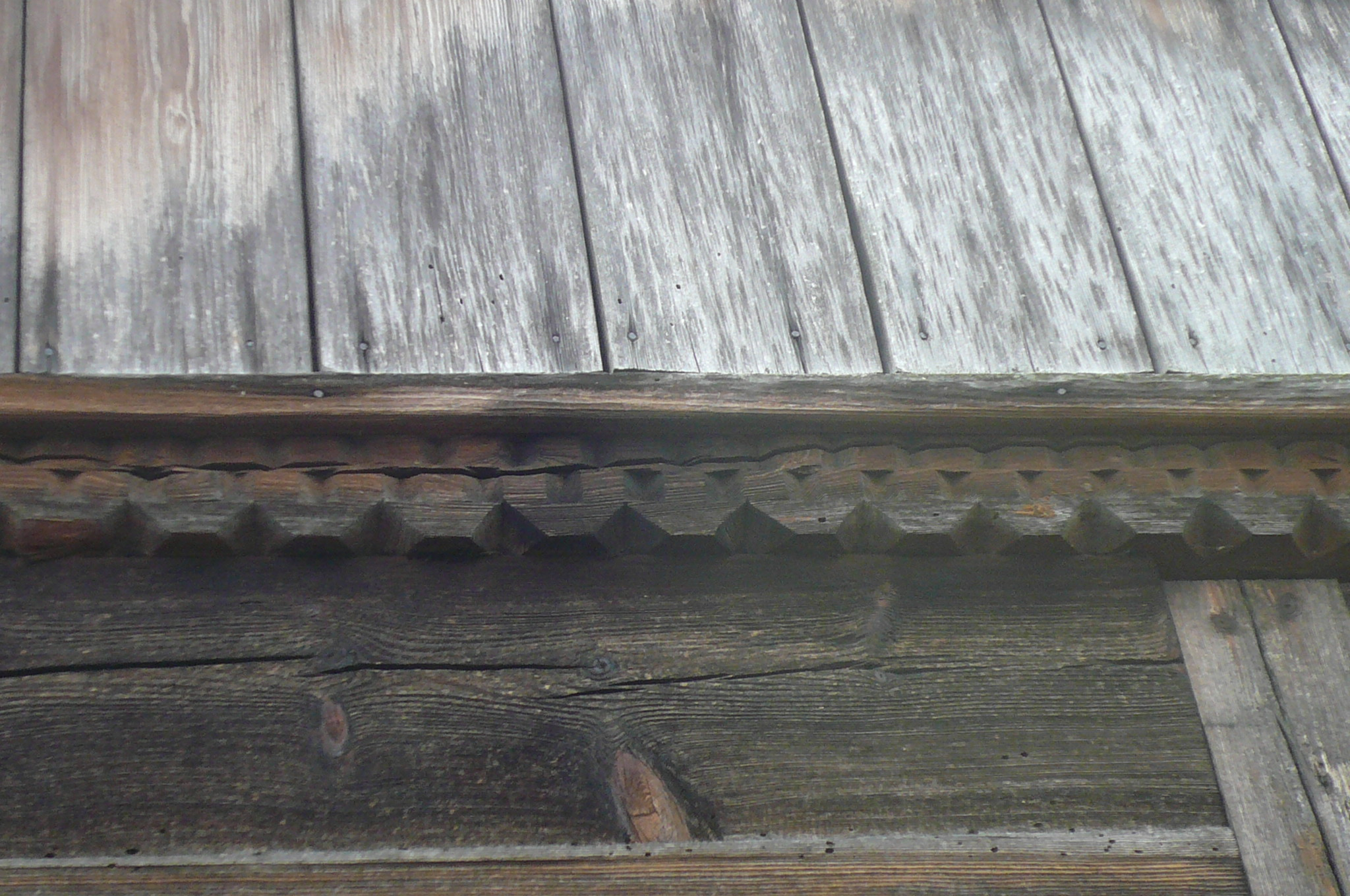
Dekoracja snycerska chaty